# Omphax
Omphax là một chi bướm đêm thuộc họ Geometridae.